# Abel (rzeka)
Abel – niewielki strumień w hrabstwie Powys w Walii. Ma długość 3,32 km. Uchodzi do rzeki Fyllon w mieście Llanfyllin, tworząc rzekę Cain. Nad rzeką jest położona kaplica Baptystów.